# Kleomelos-Maler

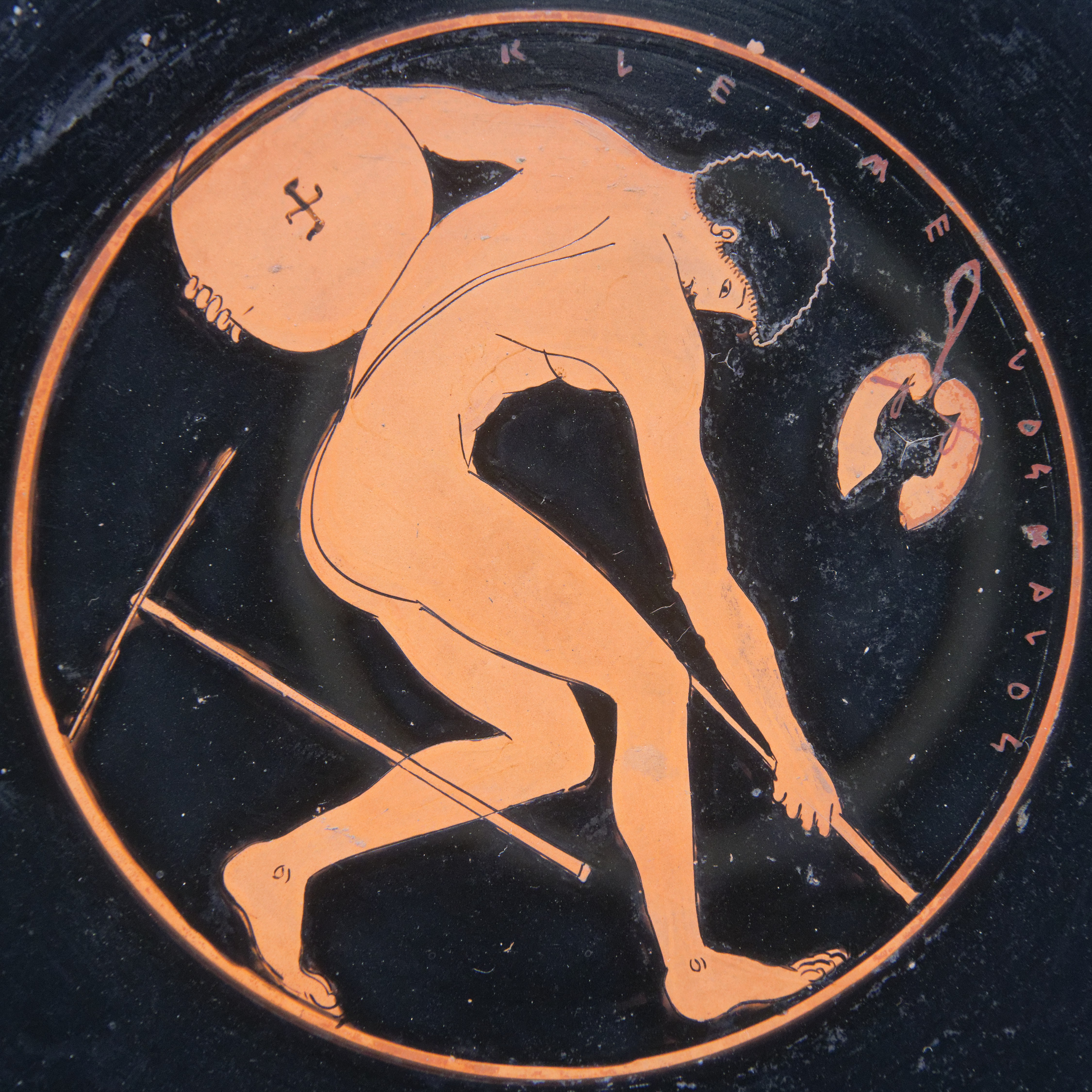
Ein junger Athlet in der Palästra, Beischrift: ΚΛΕΟΜΕΛΟΣ ΚΑΛΟΣ, Kleomelos kalos, Kleomelos ist schön; Louvre

Der Kleomelos-Maler war ein griechischer Vasenmaler, der gegen Ende des 6. Jahrhunderts v. Chr. in Athen tätig war.
Der Kleomelos-Maler gehörte zu den relativ frühen rotfigurigen Schalenmalern. Seine Schaffenszeit wird etwa in das letzte Jahrzehnt des 6. Jahrhunderts v. Chr. angesetzt. Er gilt als zweitrangiger Vasenmaler. Sein Name ist nicht überliefert, weshalb ihn John D. Beazley, der seine künstlerische Handschrift innerhalb des großen überlieferten Korpus antiker bemalter Keramik erkannt und definiert hat, mit einem Notnamen unterscheidbar gemacht hat. Diesen erhielt er nach seiner Vorliebe für den mehrfach auf seinen Vasen verwendeten Lieblingsnamen Kleomelos. Seine Figuren haben recht charakteristische Merkmale. Insbesondere die Gesichter sind recht auffallend, etwa die kleinen, tief sitzenden Augen und die langen Nasenlinien.
Dyfri Williams hält eine Identifizierung mit Apollodoros, der ähnliche Charakteristika bei seinen Figuren aufweist, für geboten. Auch John Boardman hält diese Identifizierung für zumindest möglich. Ebenso plädieren die Kuratoren des J. Paul Getty Museums für eine Identität der beiden Malerpersönlichkeiten aufgrund einer Schale in ihrer Sammlung, die die künstlerische Handschrift des Apollodoros trägt, zugleich aber auch die Lieblingsinschrift Kleomelos. Wenn diese Identifizierung nicht zutrifft, bleibt dennoch eine starke Ähnlichkeit mit den Werken des Apollodoros sowie mit denen des Elpinikos-Malers und des Epidromos-Malers, die Williams ebenfalls mit Apollodoros identifizieren möchte.